# Округ Клерендон (Јужна Каролина)
Округ Клерендон (енгл. Clarendon County) је округ у америчкој савезној држави Јужна Каролина. По попису из 2010. године број становника је 34.971.

## Демографија
Према попису становништва из 2010. у округу је живело 34.971 становника, што је 2.469 (7,6%) становника више него 2000. године.
| Група             | 2000.          | 2010.          |
| Белци             | 14.449 (44,5%) | 16.160 (46,2%) |
| Афроамериканци    | 17.273 (53,1%) | 17.504 (50,1%) |
| Азијати           | 84 (0,3%)      | 225 (0,6%)     |
| Хиспаноамериканци | 560 (1,7%)     | 899 (2,6%)     |
| Укупно            | 32.502         | 34.971         |